# Frans van Horenbeke
Frans van Horenbeke (Brussel, 22 januari 1629 - Gent, 4 januari 1679) was een Zuid-Nederlands bisschop. Hij was de tiende bisschop van Gent (1677-1679).

## Levensloop
De vader van Frans van Horenbeke was advocaat bij de Raad van Brabant en sinds 1651 heer van Alsinghen (adelbrief van Filips IV van Spanje).
Op 3 september 1649 behaalde Frans van Horenbeke het licentiaat beide rechten te Leuven. Op 21 maart 1654 werd hij tot priester gewijd en een drietal jaar later werd hij kanunnik van het Sint-Pieterskapittel te Leuven en op 2 januari 1668 werd hij deken van dat kapittel.

### Bisschop
In 1676 benoemde koning Karel II van Spanje hem tot bisschop van Gent, een benoeming die door paus Innocentius XI werd bekrachtigd op 24 mei 1677. Hij nam op 1 juli 1677 per procuratie bezit van zijn bisschopszetel en op 25 juli 1677 werd hij in de Augustijnenkerk (Brussel) door Alphonsus van Bergen, aartsbisschop van Mechelen tot bisschop gewijd. Hij was 48 jaar. Zijn bisschopsleuze was Facere et docere (Doen en onderwijzen). Op 5 augustus 1677 deed hij zijn plechtige intrede in Gent.

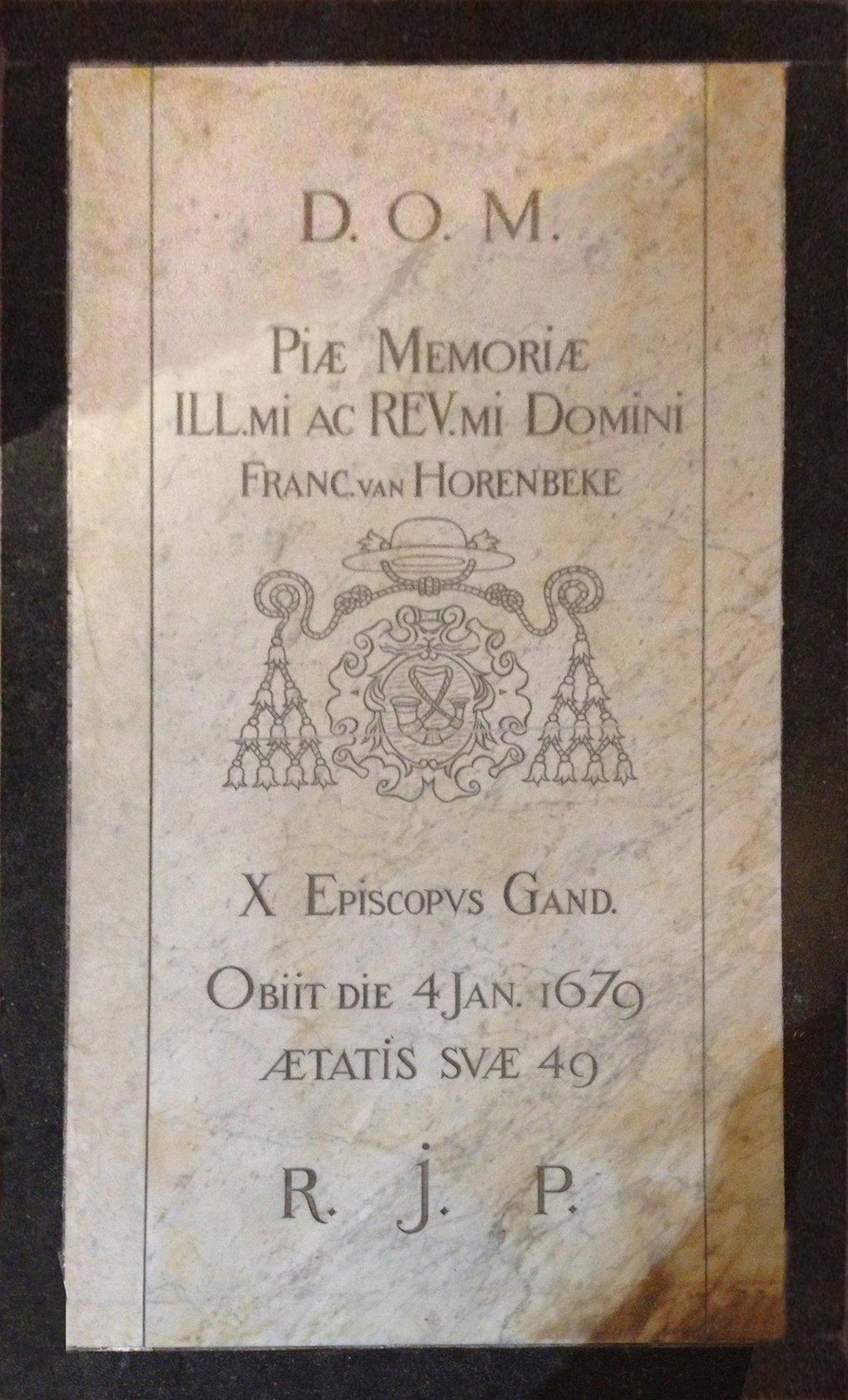
Grafplaat bisschop Franciscus van Horenbeke

 Kort na zijn indiensttreding als bisschop van Gent werd in 1678 het grootste gedeelte van zijn bisdom door de Franse soldaten van Lodewijk XIV tijdens de devolutieoorlog geplunderd en ook het bisschoppelijk buitenverblijf Kasteel Rozelaar te Lochristi werd geplunderd en in brand gestoken.
Op 23 augustus 1678 overleed zijn hulpbisschop, de gewezen Ierse bisschop Nicolas French.
Op 4 januari 1679 - hij was slechts 49 jaar - overleed hij.
Zijn stoffelijk overschot werd tijdens een plechtigheid voorgegaan door Reginald Cools, bisschop van Roermond op 7 januari bijgezet in de crypte van de Sint-Baafskathedraal.